# Tambourine
Tambourine war eine niederländische Popgruppe, die 1987 gegründet wurde. Der Bandname bezieht sich auf das Musikinstrument Tamburin.

## Werdegang
Die Hauptmitglieder der Band waren die Sängerin Saskia van Oerle, der Gitarrist Jac Bico und der Bassist Bart van Poppel. Weitere Mitglieder und Mitwirkende in der Bandgeschichte waren Vera van der Poel, Bart De Ruiter und Beatrice van der Poel.
Die Band veröffentlichte zwei Alben und landete 1989 mit dem Song High Under the Moon einen kleinen Hit. Das Lied wurde von den Bandmitgliedern Bart van Poppel und Saskia van Oerle zusammen mit der ursprünglich aus Texas stammenden Lucy Steymel geschrieben. Die Band hat es selbst produziert. Es wurde ein 21. Platz in den niederländischen Top 40, ein 27. Platz in den niederländischen Single Top 100 und ein 37. Platz in den flämischen Ultratop 50 erreicht.
Saskia van Oerle war auch Backgroundsängerin von Rob de Nijs. Nachdem Tambourine 1992 aufhörte, veröffentlichte sie 2003 ein Soloalbum unter dem Namen Van Orly.

## Diskografie
- 1991: Waterland
- 1989: Flowers in September